# Die Spaltung der Welt
Die Spaltung der Welt ist ein historisches Dokudrama in sechs Teilen, das die Spaltung der Welt in Ost und West während und nach dem Zweiten Weltkrieg entlang der Lebenswege von Wernher von Braun, Hedwig Höß, Nikita Chruschtschow, Joan Hinton, Golda Meir und Frantz Fanon nachzeichnet.

## Handlung
Der deutsche Ingenieur Wernher von Braun forscht an der Entwicklung einer Flüssigkeitsrakete, um Menschen in den Weltraum zu bringen und stellt sich dafür in den Dienst der Nationalsozialisten. Sie erwarten von ihm den Bau einer „Wunderwaffe“.
In den USA arbeitet die junge Physikerin Joan Hinton ebenfalls an militärischer Vorherrschaft. Als eine der wenigen Frauen wird sie Teil der Gruppe um Robert Oppenheimer, der die Atombombe entwickelt.
Die überzeugte Nationalsozialistin und Mutter Hedwig Höß will direkt neben dem Vernichtungslager Auschwitz ein schönes Heim für ihre Familie schaffen. Ihr Ehemann Rudolf ist dort Kommandant.
Golda Meir kämpft im britischen Mandatsgebiet Palästina für die Rettung jüdischer Flüchtlinge, die den Nazis entkommen sind und arbeitet am Aufbau eines unabhängigen jüdischen Staates Israel.
Frantz Fanon aus der französischen Kolonie Martinique meldet sich mit siebzehn Jahren freiwillig zum Kriegsdienst gegen die Deutschen. Als Schwarzer erlebt er täglich den Rassismus in der französischen Armee. Nach dem Krieg geht er in den Untergrund, um Algerien von der Kolonialmacht Frankreich zu befreien.
Nikita Chruschtschow gehört in der Ukrainischen Sozialistischen Sowjetrepublik zur Führung der Kommunistischen Partei. Nach dem Einmarsch der Wehrmacht in Kiew steigt der Druck durch Stalins Terrorherrschaft und Chruschtschow muss sich entscheiden zwischen seiner Familie und dem Dienst für den Diktator.

## Produktion
Die Produktion aus Belgien, Deutschland, Luxemburg, Österreich und Polen entstand unter Federführung von LOOKSfilm. Koproduzenten sind die belgischen Iris Film und Beside Line Production, die Luxemburger Iris Production, die polnischen Momakin und Haka Films. Das Projekt entstand im Auftrag der Sender SWR, ARD, arte, ČT und ORF. Finanzielle Unterstützung kam unter anderem von Creative Europe, die visuellen Effekte wurden von Overmind Studios umgesetzt.
Regisseurin Olga Chajdas erläuterte in einem Interview mit der Variety, dass sie und Co-Regisseur Frank Devos sich ihre jeweiligen Lieblings-Charaktere auswählten und sie so die Frauen und Devos die Männer übernahm. Die Zusammenarbeit der beiden Regisseure sei wegen der unterschiedlichen Arbeitsweise interessant gewesen; er habe die Literatur gelesen und sich auf die Ebene der Fakten konzentriert, während sie sich auf Gefühl und Intuition verlasse. Da sich die realen Protagonisten nie begegnet seien, sei das Schwierigste die Verknüpfung der Handlungsstränge gewesen.

## Veröffentlichung
Die Serie wurde am 23. Oktober 2024 im Haus des Dokumentarfilms vorgestellt und ab dem 31. Oktober 2024 in den Mediatheken von ARD und arte zum Abruf bereitgestellt. Erstmals ausgestrahlt wurde sie am 5. November 2024 auf arte.
Die internationale Produktion wird auch unter dem französischen Tiel Les divisions du monde : 1939–1962 und dem englischen Titel A World Divided vertrieben. Der polnische Titel lautet Podzielony świat.

## Rezeption
Tilmann P. Gangloff stellt in evangelisch.de heraus, was das Drehbuch von anderen Weltkriegsdokumentationen unterscheidet. Es seien „die verblüffenden Parallelen zur Gegenwart“ – „viele aktuelle Krisen und Konflikte [hätten] ihre Wurzeln in den Fünfzigerjahren; nicht nur in Palästina und der Ukraine, sondern auch zum Beispiel im Sudan.“ Er kritisiert, die Synchronisation sei „stellenweise richtig schlecht“, die Vielsprachigkeit „hätte auch mit Untertiteln funktioniert“. Zudem wirke „die Inszenierung etwas uneinheitlich“, weil „die Polin Olga Chajdas und der Belgier Frank Devos zum Teil unterschiedliche Regiestile“ pflegten.
Simon Strauß von der FAZ findet die Serie „hochambitioniert“, „aufwendig produziert“ und dramaturgisch „mitreißend konzipiert“. Sie setze „neue Maßstäbe des historischen Erzählens“
Der Standard aus Wien hingegen schreibt, der Ansatz, „den Stoff [zu] emotionalisieren und so speziell für ein junges Publikum zugänglicher“ zu machen, funktioniere nicht überzeugend, da eine der komplexesten und größten Umbruchphasen der Geschichte mit Zweitem Weltkrieg, der Entwicklung der Atombombe, dem Kalten Krieg, der Dekolonisierung, der Gründung des Staates Israel und der Entstehung des Nahostkonflikts zu viel für die zur Verfügung stehende Laufzeit sei, „besonders dann, wenn das meiste über Spielfilmhandlung transportiert“ werde.
Rezensenten merkten an, dass die Inszenierung von Szenen in Auschwitz den entsprechenden Passagen in The Zone of Interest glichen.
Der Sechsteiler wurde für einen Grimme-Preis 2025 in der Kategorie Information und Kultur nominiert.

## Verweise
- Die Spaltung der Welt bei LOOKSfilm
- Die Spaltung der Welt bei IMDb